# Championnat du monde Red Bull de course aérienne 2014
Navigation
Championnat 2010 Championnat 2015
Le Championnat du monde Red Bull Air Race 2014 (2014 Red Bull Air Race World Championship en anglais) est la septième édition du Championnat Red Bull de course aérienne se déroulant du 28 février au 26 octobre. Huit épreuves ont lieu dans sept pays et trois continents différents. Les 12 pilotes volent pour remporter le titre de champion gagné par Paul Bonhomme les deux éditions précédentes.
En plus de la Master Class, une nouvelle coupe rassemblant 11 nouveaux pilotes est mise en place, la Challenger Cup. Les pilotes sont Tom Bennett, Mikael Brageot, François Le Vot, Petr Kopfstein, Peter Podlunsek, Daniel Ryfa, Claudius Spiegel, Juan Velarde, Luke Czepiela, Cristian Bolton et Halim Othman. Les six meilleurs pilotes auront l'occasion de participer à l'épreuve finale en Autriche pour tenter de gagner la Challenger Cup.

## Master class

### Réglementation
- Tous les concurrents ont le même moteur à six cylindres Lycoming Thunderbolt AEIO-540-EXP, les mêmes hélices tripales Hartzell et le même échappement[1]. Les avions ont ainsi des performances semblables.
- Les pylônes sont faits d'un matériel en nylon léger, de même type que les voiles des bateaux, les rendant extrêmement facile à éclater s'ils venaient à être coupés par les ailes ou l'hélice des avions.
- La hauteur des pylônes a elle aussi été augmentée passant de 20 à 25 mètres afin que les pilotes aient une plus grande amplitude de passage.
- Une pénalité de deux secondes s'il heurte un pylône.
- Disqualification du pilote s'il dépasse les 10G contre 12G en 2010.

| Position | 1er | 2e | 3e | 4e | 5e | 6e | 7e | 8e | 9e - 12e |
| Points   | 12  | 9  | 7  | 5  | 4  | 3  | 2  | 1  | 0        |
| -------- | --- | -- | -- | -- | -- | -- | -- | -- | -------- |

### Participants
| Classement 2010 | Numéro | Pilote            | Équipe                   | Avion             | Saisons disputées | Meilleur classement |
| --------------- | ------ | ----------------- | ------------------------ | ----------------- | ----------------- | ------------------- |
| 1               | 55     | Paul Bonhomme     | Team Bonhomme            | Zivko Edge 540    | 6                 | 1er                 |
| 2               | 22     | Hannes Arch       | Team Hannes Arch         | Zivko Edge 540 V3 | 4                 | 1er                 |
| 3               | 9      | Nigel Lamb        | Team Breitling           | MXR MXS-R         | 6                 | 3e                  |
| 4               | 10     | Kirby Chambliss   | Team Red Bull            | Zivko Edge 540 V3 | 6                 | 1er                 |
| 5               | 84     | Pete McLeod (en)  | Pete Mcleod Aerosports   | Zivko Edge 540 V3 | 2                 | 5e                  |
| 6               | 27     | Nicolas Ivanoff   | Team Nicolas Ivanoff     | Zivko Edge 540    | 6                 | 5e                  |
| 7               | 95     | Matt Hall         | Matt Hall Racing         | MXR MXS-R         | 2                 | 3e                  |
| 8               | 21     | Matthias Dolderer | Team Matthias Dolderer   | Zivko Edge 540 V3 | 2                 | 8e                  |
| 9               | 99     | Michael Goulian   | Goulian Aerosports       | Zivko Edge 540    | 5                 | 5e                  |
| 10              | 91     | Peter Besenyei    | Team Red Bull            | Corvus Racer 540  | 6                 | 2e                  |
| 12              | 31     | Yoshi Muroya      | Team Deepblues           | Zivko Edge 540    | 2                 | 12e                 |
| 14              | 8      | Martin Šonka      | Martin Sonka racing team | Zivko Edge 540 V3 | 1                 | 14e                 |

Alejandro Maclean, Sergei Rakhmanin et Adilson Kidelmann occupaient respectivement la place de 11e, 13e et 15e lors de la saison 2010.

### Épreuves
| N° | Date                              | Ville      | Lieu                              | Édition | Vainqueur        | Meilleur temps des qualifications | Observations  |
| -- | --------------------------------- | ---------- | --------------------------------- | ------- | ---------------- | --------------------------------- | ------------- |
| 51 | 28 février 2014-1er mars 2014     | Abou Dabi  | Port Zayed - Corniche d’Abu Dhabi | 7e      | Paul Bonhomme    | Pete McLeod (en)                  | 1 DNF & 1 DNS |
| 52 | 12 avril 2014-13 avril 2014       | Rovinj     | Face à la vieille ville           | 1er     | Hannes Arch      | Hannes Arch                       | 6 DNF & 1 DNS |
| 53 | 17 mai 2014-18 mai 2014           | Putrajaya  | Lac de Putrajaya                  | 1er     | Nigel Lamb       | Hannes Arch                       | 1 DNF         |
| 54 | 26 juillet 2014-27 juillet 2014   | Gdynia     | Port de Gdynia                    | 1er     | Hannes Arch      | Paul Bonhomme                     | 1 DNF         |
| 55 | 16 aout 2014-17 aout 2014         | Ascot      | Champ de course d'Ascot           | 1er     | Paul Bonhomme    | Pete McLeod (en)                  | 1 DNF         |
| 56 | 6 septembre 2014-7 septembre 2014 | Fort Worth | Texas Motor Speedway              | 1er     | Nicolas Ivanoff  | Pete McLeod (en)                  | /             |
| 57 | 11 octobre 2014-12 octobre 2014   | Las Vegas  | Las Vegas Motor Speedway          | 1er     | Pete McLeod (en) | Pete McLeod (en)                  | Pas de course |
| 58 | 25 octobre 2014-26 octobre 2014   | Spielberg  | Circuit de Spielberg              | 1er     | Nicolas Ivanoff  | Hannes Arch                       | /             |

### Classements
| Classement | Pilote            | Drapeau des Émirats arabes unis | Drapeau de la Croatie | Drapeau de la Malaisie | Drapeau de la Pologne | Drapeau du Royaume-Uni | Drapeau des États-Unis | Drapeau des États-Unis | Drapeau de l'Autriche | Total des points |
| ---------- | ----------------- | ------------------------------- | --------------------- | ---------------------- | --------------------- | ---------------------- | ---------------------- | ---------------------- | --------------------- | ---------------- |
| 1          | Nigel Lamb        | 4                               | 1                     | 12                     | 9                     | 9                      | 9                      | 9                      | 9                     | 62               |
| 2          | Hannes Arch       | 9                               | 12                    | 9                      | 12                    | 1                      | 1                      | 4                      | 5                     | 53               |
| 3          | Paul Bonhomme     | 12                              | 9                     | 4                      | 4                     | 12                     | 4                      | 2                      | 4                     | 51               |
| 4          | Nicolas Ivanoff   | 1                               | 4                     | 0                      | 3                     | 7                      | 12                     | 3                      | 12                    | 42               |
| 5          | Pete McLeod (en)  | 7                               | 5                     | 5                      | 1                     | 0                      | 7                      | 12                     | 1                     | 38               |
| 6          | Matt Hall         | 5                               | 2                     | 7                      | 7                     | 4                      | 3                      | 5                      | 0                     | 33               |
| 7          | Matthias Dolderer | 3                               | 0                     | 1                      | 0                     | 5                      | 5                      | 7                      | 0                     | 21               |
| 8          | Martin Šonka      | 2                               | 3                     | 3                      | 0                     | 0                      | 2                      | 1                      | 7                     | 18               |
| 9          | Yoshi Muroya      | 0                               | 7                     | 0                      | 0                     | 3                      | 0                      | 0                      | 0                     | 10               |
| 10         | Kirby Chambliss   | 0                               | 0                     | 0                      | 5                     | 0                      | 0                      | 0                      | 2                     | 7                |
| 11         | Peter Besenyei    | 0                               | 0                     | 2                      | 2                     | 2                      | 0                      | 0                      | 0                     | 6                |
| 12         | Michael Goulian   | 0                               | 0                     | 0                      | 0                     | 0                      | 0                      | 0                      | 3                     | 3                |

| Sigle | Terminologie                   |
| ----- | ------------------------------ |
| DNS   | Did not start                  |
| DNF   | Did not finish ou Disqualified |

## Challenger Cup

### Réglementation
- Chaque participant doit réaliser au minimum trois courses.
- Tous les concurrents volent sur des Extra 330LX fournis par Red Bull.
- La hauteur des pylônes est également fixée à 25 mètres comme pour la Master Class.
- Les six meilleurs pilotes seront invités à concourir lors de la dernière manche de la saison en Autriche.
- Les trois meilleures manches de chacun des pilotes sont comptabilisées dans le classement officiel, les autres ne rentrant pas en compte.

| Position | 1er | 2e | 3e | 4e | 5e | 6e - 11e |
| Points   | 10  | 8  | 6  | 4  | 2  | 0        |
| -------- | --- | -- | -- | -- | -- | -------- |

### Participants
| Pays                   | Pilote           |
| ---------------------- | ---------------- |
| Drapeau de l'Allemagne | Claudius Spiegel |
| Drapeau du Chili       | Cristian Bolton  |
| Drapeau de l'Espagne   | Juan Velarde     |
| Drapeau de la France   | Mikael Brageot   |
| Drapeau de la France   | François Le Vot  |
| Drapeau de la Malaisie | Halim Othman     |
| Drapeau de la Pologne  | Luke Czepiela    |
| Drapeau de la Tchéquie | Petr Kopfstein   |
| Drapeau du Royaume-Uni | Tom Bennet       |
| Drapeau de la Slovénie | Peter Podlunsek  |
| Drapeau de la Suède    | Daniel Ryfa      |

### Épreuves
| Classement | Pilote           | Drapeau des Émirats arabes unis | Drapeau de la Croatie | Drapeau de la Malaisie | Drapeau de la Pologne | Drapeau du Royaume-Uni | Drapeau des États-Unis | Drapeau des États-Unis | Total des points |
| ---------- | ---------------- | ------------------------------- | --------------------- | ---------------------- | --------------------- | ---------------------- | ---------------------- | ---------------------- | ---------------- |
| 1          | François Le Vot  | 10                              | 10                    | 10                     |                       |                        |                        | 0                      | 30               |
| 2          | Daniel Ryfa      | 8                               |                       | 6                      | 8                     |                        | 0                      |                        | 22               |
| 3          | Tom Bennet       | 2                               | 8                     |                        | 6                     | 8                      |                        |                        | 22               |
| 4          | Halim Othman     |                                 |                       | 0                      |                       | 10                     |                        | 10                     | 20               |
| 5          | Mikael Brageot   | 0                               | 4                     |                        |                       |                        | 10                     | 6                      | 20               |
| 6          | Petr Kopfstein   | 4                               |                       | 8                      | 4                     |                        |                        | 8                      | 20               |
| 7          | Claudius Spiegel |                                 | 0                     |                        | 10                    | 6                      |                        |                        | 16               |
| 8          | Juan Velarde     | 6                               |                       | 4                      |                       |                        | 0                      | 4                      | 14               |
| 9          | Peter Podlunsek  |                                 | 6                     | 2                      |                       | 2                      | 4                      |                        | 12               |
| 10         | Cristian Bolton  |                                 |                       |                        | 0                     | 0                      | 8                      |                        | 8                |
| 11         | Luke Czepiela    |                                 | 2                     |                        | 2                     | 4                      |                        | 2                      | 8                |

| Sigle | Terminologie                                |
| ----- | ------------------------------------------- |
|       | Ne participe pas à la course                |
|       | Non pris en compte dans le classement final |

Lors de la dernière épreuve de la saison en Autriche, les six meilleurs pilotes du classement ont disputé une course déterminant le classement final de la Challenger Cup.
| Classement | Pilote          | Temps     |
| ---------- | --------------- | --------- |
| 1          | Petr Kopfstein  | 01:05.799 |
| 2          | Halim Othman    | 01:06.900 |
| 3          | Mikael Brageot  | 01:08.112 |
| 4          | François Le Vot | 01:08.132 |
| 5          | Daniel Ryfa     | 01:15.180 |
| 6          | Tom Bennett     | DNS       |